# Mölnbo
Mölnbo är en tätort i Vårdinge socken, Södertälje kommun, Stockholms län.

## Historia
Mölnbo omnämns för första gången 1366, Mølnabodhum. Tätorten är framvuxen kring en järnvägsstation vid Västra stambanan, vid en bandel som öppnades 1861. Namnets förled består av fornsvenskans mølna "kvarn" medan efterleden innehåller pluralis av bod.

### Befolkningsutveckling
| Befolkningsutvecklingen i Mölnbo 1950–2020 | Befolkningsutvecklingen i Mölnbo 1950–2020 | Befolkningsutvecklingen i Mölnbo 1950–2020 | Befolkningsutvecklingen i Mölnbo 1950–2020 | Befolkningsutvecklingen i Mölnbo 1950–2020 |
| ------------------------------------------ | ------------------------------------------ | ------------------------------------------ | ------------------------------------------ | ------------------------------------------ |
|                                            |                                            |                                            |                                            |                                            |
| År                                         |                                            |                                            | Folkmängd                                  | Areal (ha)                                 |
| 1950                                       | 1950                                       |                                            | 602                                        |                                            |
| 1960                                       | 1960                                       |                                            | 554                                        |                                            |
| 1965                                       | 1965                                       |                                            | 707                                        |                                            |
| 1970                                       | 1970                                       |                                            | 700                                        |                                            |
| 1975                                       | 1975                                       |                                            | 787                                        |                                            |
| 1980                                       | 1980                                       |                                            | 801                                        |                                            |
| 1990                                       | 1990                                       |                                            | 920                                        | 117                                        |
| 1995                                       | 1995                                       |                                            | 928                                        | 117                                        |
| 2000                                       | 2000                                       |                                            | 966                                        | 117                                        |
| 2005                                       | 2005                                       |                                            | 1 011                                      | 117                                        |
| 2010                                       | 2010                                       |                                            | 1 052                                      | 116                                        |
| 2015                                       | 2015                                       |                                            | 1 089                                      | 151                                        |
| 2020                                       | 2020                                       |                                            | 1 131                                      | 150                                        |
|                                            |                                            |                                            |                                            |                                            |

## Samhället
I samhället finns en restaurang med litet utbud av övriga varor men i övrigt begränsas liknande utbud av närheten till Järna, Gnesta, Södertälje och Stockholm. Till de större arbetsgivarna utöver kommun och olika LSS-boenden kan nämnas Vårdinge Elektriska AB
Det finns en förskola och en F-6-skola i samhället medan högstadium återfinns i Järna. Viss kommunal service finns också i Mölnbo, till exempel ett bibliotek i anslutning till skolan.
Mölnbo station betjänas av SL, Storstockholms Lokaltrafik.

### Mölnbo Folkets hus
Mölnbo Folkets hus är ett av de äldre i Sverige. Tomten köptes 1916 av föreningen Folkets Park, huset byggdes 1921 och en biografanläggning installerades 1922. Det förhållandevis tidiga årtalet berodde på klassmotsättningar som grundlades mellan statare och de olika ägarna till säterierna i Vårdinge vilka fortfarande dominerar landskapsbilden. 
De som byggde huset bestod av en radikal grupp av statare samt arbetare vid sågverket och marmorbrottet, vilket bidrog till täta kontakter med den framväxande centrala arbetarrörelsen. I Mölnbo Folkets Hus hade Keve Hjelm sitt första musikaliska framträdande. Andra kända Vårdingebor som uppträtt/föreläst i Mölnbo Folkets Hus är Tora Dahl och Harry Martinson (som en längre tid bodde i Vårdinge vid sjön Sillen). 
Mölnbo Bio var nedlagd några år i början på 2000-talet, men i december 2011 öppnade den åter, nu som e-bio, i det gamla huset.

### Kommunikationer
Mölnbo har goda kommunikationer med Södertälje/Stockholm. Riksväg 57 leder österut mot Järna och Södertälje, och västerut mot Gnesta, Flen och Katrineholm.
Mölnbo trafikeras av Stockholms pendeltågs linje mellan Södertälje centrum och Gnesta.

## Idrott
Bland föreningar i orten återfinns bland annat fotbollsklubben Mölnbo IF som grundades 1917, Mölnbo GF (gymnastik).